# Allacta basivittata
Allacta basivittata es una especie de cucaracha del género Allacta, familia Ectobiidae. Fue descrita científicamente por Bruijning en 1947.

## Distribución
Esta especie se encuentra en Indonesia.